# Štrajk glađu
Štrajk glađu oblik je nenasilna otpora u kojemu sudionici ne uzimaju hranu, kao dio političkog prosvjeda, kako bi njihov čin doveo do promjene zakona, ili da bi pobudio osjećaj krivnje. Obično se unosi tekućina, ali ne i kruta hrana. Štrajkači glađu obično se primoravaju prekinuti štrajk tako da se prisilno hrane.

## Povijest
Štrajk glađu pojavio se još u Irskoj pr. Kr., gdje je bio poznat pod imenom Troscadh ili Cealachan. U početku su upotrebljavana različita pravila i norme kod primjene štrajka glađu. Štrajk se najčešće izvodio pred vratima počinitelja da bi se kod počinitelja postigao osjećaj krivice.
Smatralo se nečasnim dopustiti jednoj osobi umrijeti, za nedjelo koje je ta druga osoba sama počinila. To je i cijela bit štrajka glađu, da bi se pobudili osjećaji krivnje kod osoba koje su pogrešno djelovale. Primjer štrajka glađu je prema legendi Sveti Patrik, zaštitnik Irske, koji je upotrebljavao ovaj oblik nenasilne borbe.

## Medicinska pozadina
Prva tri dana štrajka glađu organizam štrajkača još uvijek upotrebljava glukoza kao izvor energije. Poslije toga tijelo počinje upotrebljavati tjelesnu masnoću. Otprilike poslije tri tjedna, zbog nedostatka prehrane, tijelo prelazi u režim gladovanja. U ovom periodu dolazi do razlaganja mišićne mase i drugih organa. Postoje primjeri štrajkača glađu koji su preživjeli između 52 i 73 dana.